# 6123 Aristoteles
6123 Aristoteles è un asteroide della fascia principale. Scoperto nel 1987, presenta un'orbita caratterizzata da un semiasse maggiore pari a 2,3300095 UA e da un'eccentricità di 0,0637492, inclinata di 9,49546° rispetto all'eclittica.
L'asteroide è stato dedicato ad Aristotele, filosofo greco antico.